# 室内楽

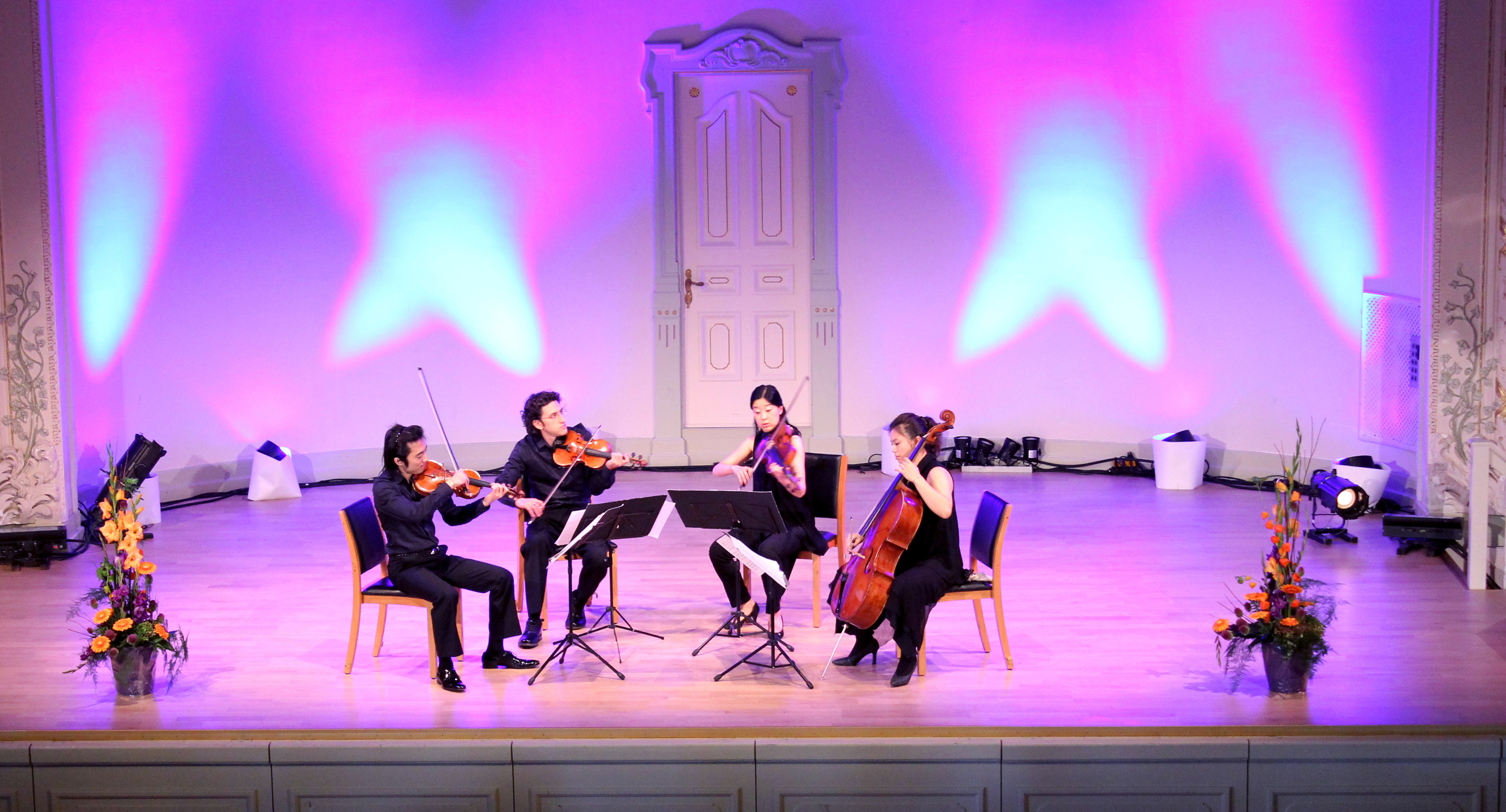
クァルテット・ベルリン・トウキョウによる弦楽四重奏。2013年トロンハイム国際室内楽コンクール。

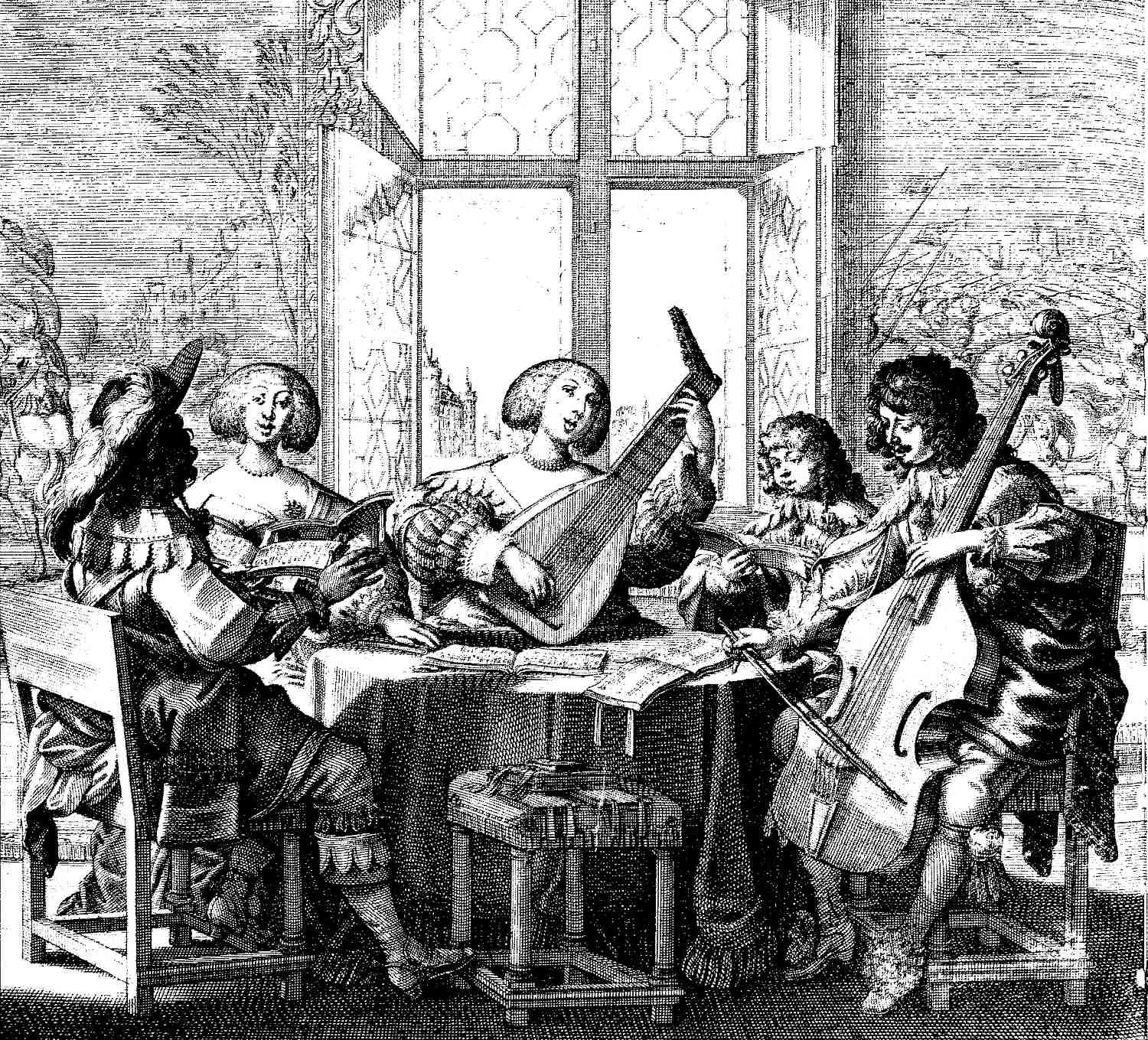
17世紀中葉の室内楽演奏

室内楽（しつないがく、イタリア語: musica da camera、英語: chamber music）は、少人数編成の重奏、すなわち1声部に1人の独奏者が配される器楽である。通常2人から9人くらいまでで編成される。
16世紀中葉のイタリアで、キリスト教教会で用いられる教会音楽に対し、王侯貴族の館の部屋で演奏される世俗音楽を指す「ムジカ・ダ・カメラ」（部屋の音楽）という言葉が用いられ始めた。バロック音楽では、教会堂や劇場以外の、室内を会場とする音楽全般を意味し、独奏・声楽・管弦楽を含んでいた。古典派音楽の時代に近代室内楽が成立し、弦楽四重奏・弦楽三重奏・弦楽五重奏・ヴァイオリンソナタ・ピアノ三重奏・ピアノ四重奏・ピアノ五重奏・フルート四重奏・クラリネット五重奏・木管五重奏などの定型が形成された。